# دعسوقة المناقع
دُعسُوقَة المَنَاقِع أو الدُّعسوُقَة رباعية النُّقَط هي نوع من الدعسوقة تنتمي إلى فصيلة الدعسوقيات.

## معرض الصور

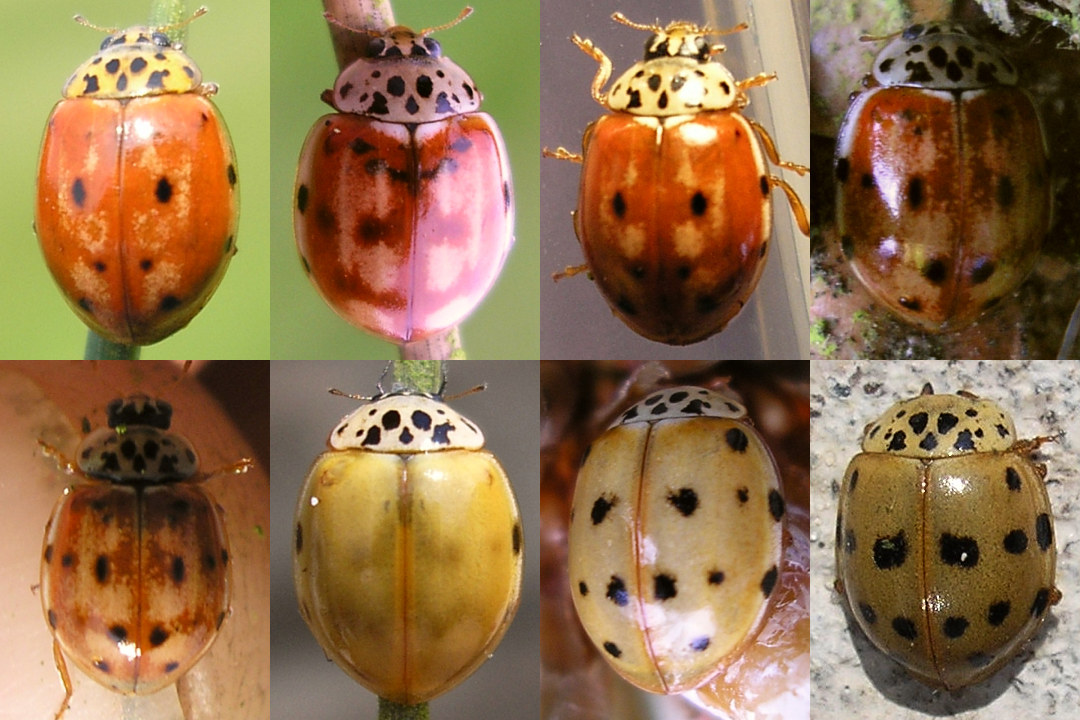
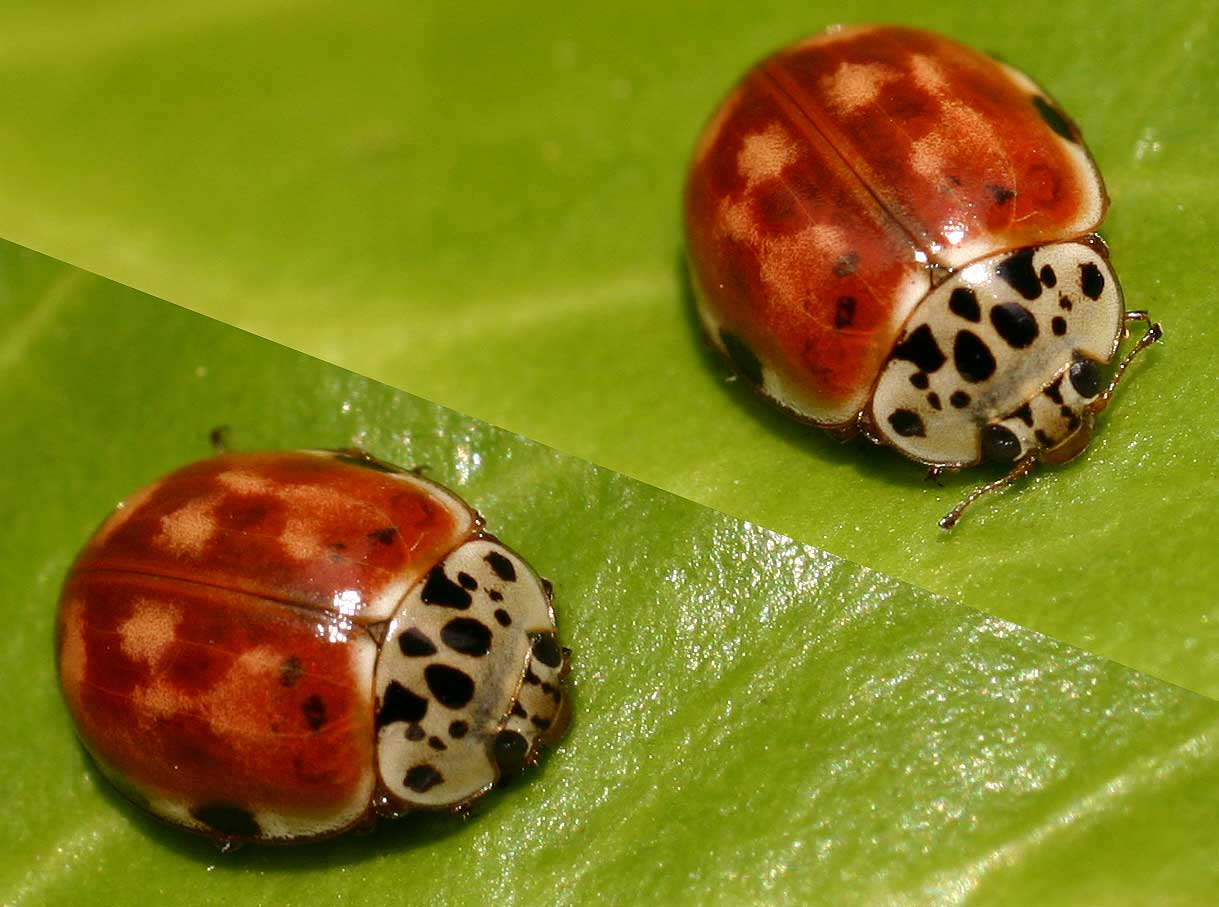
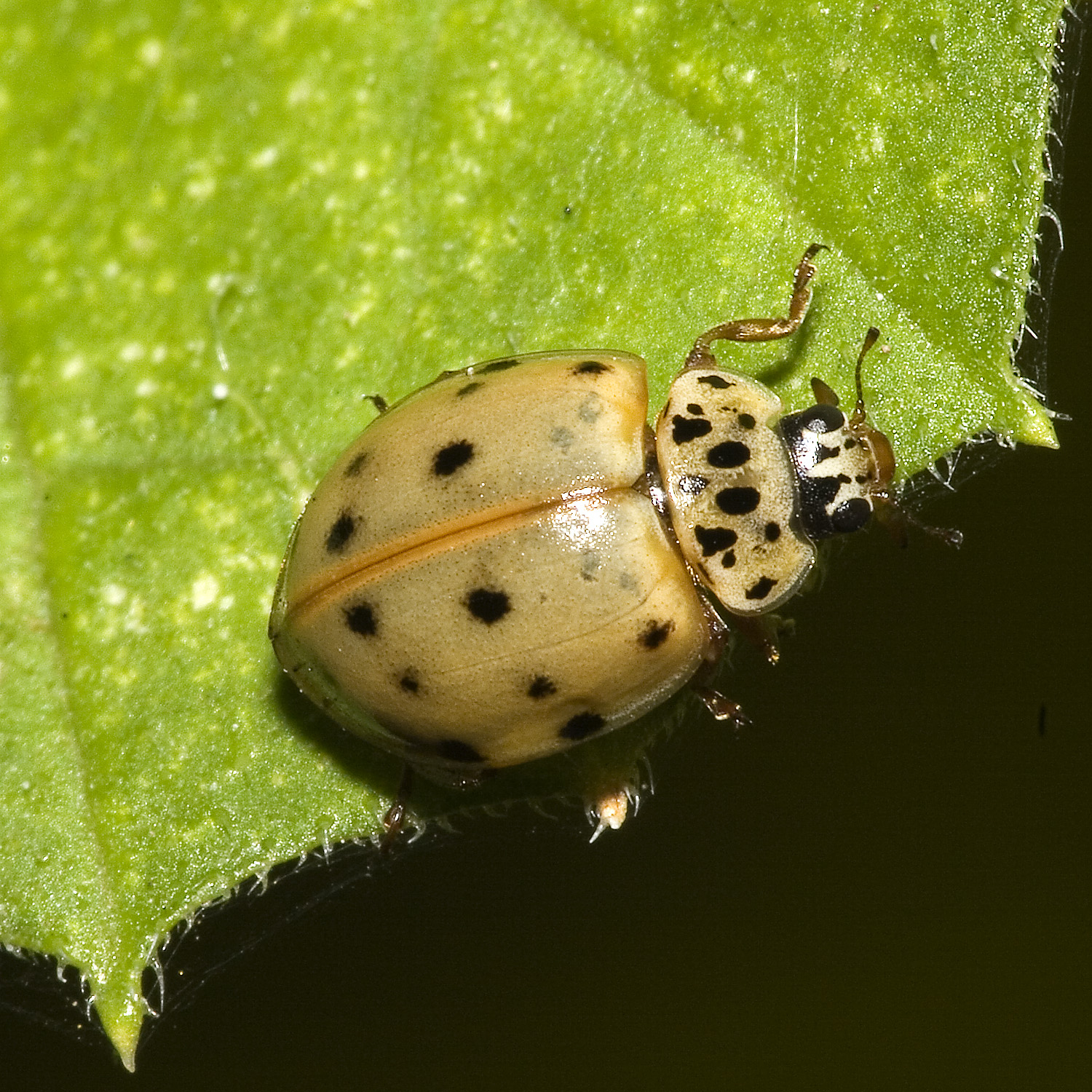
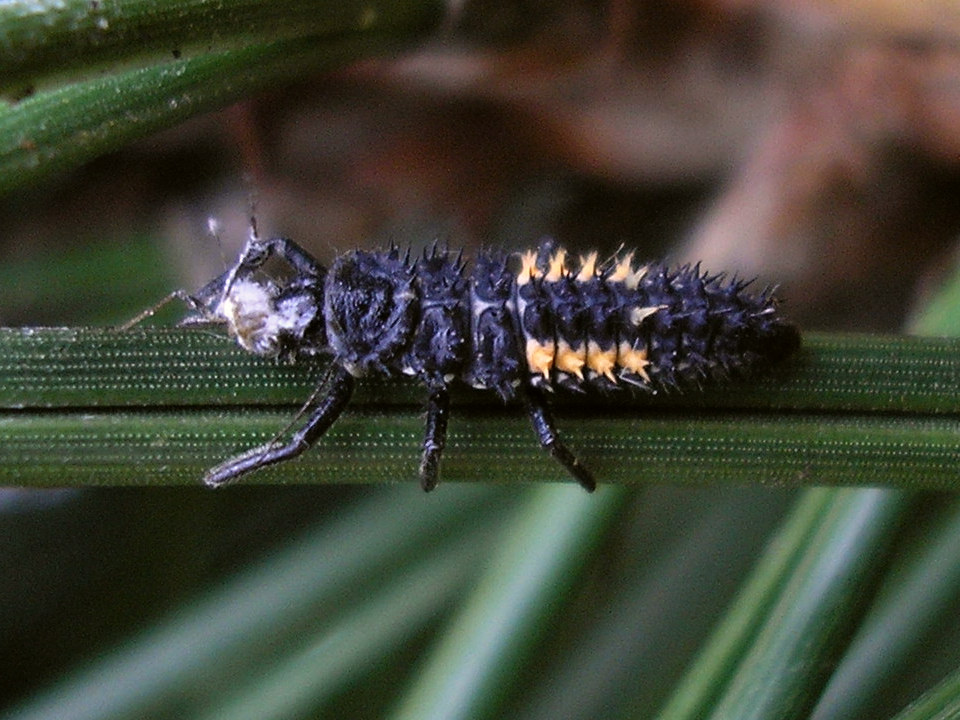
يرقة
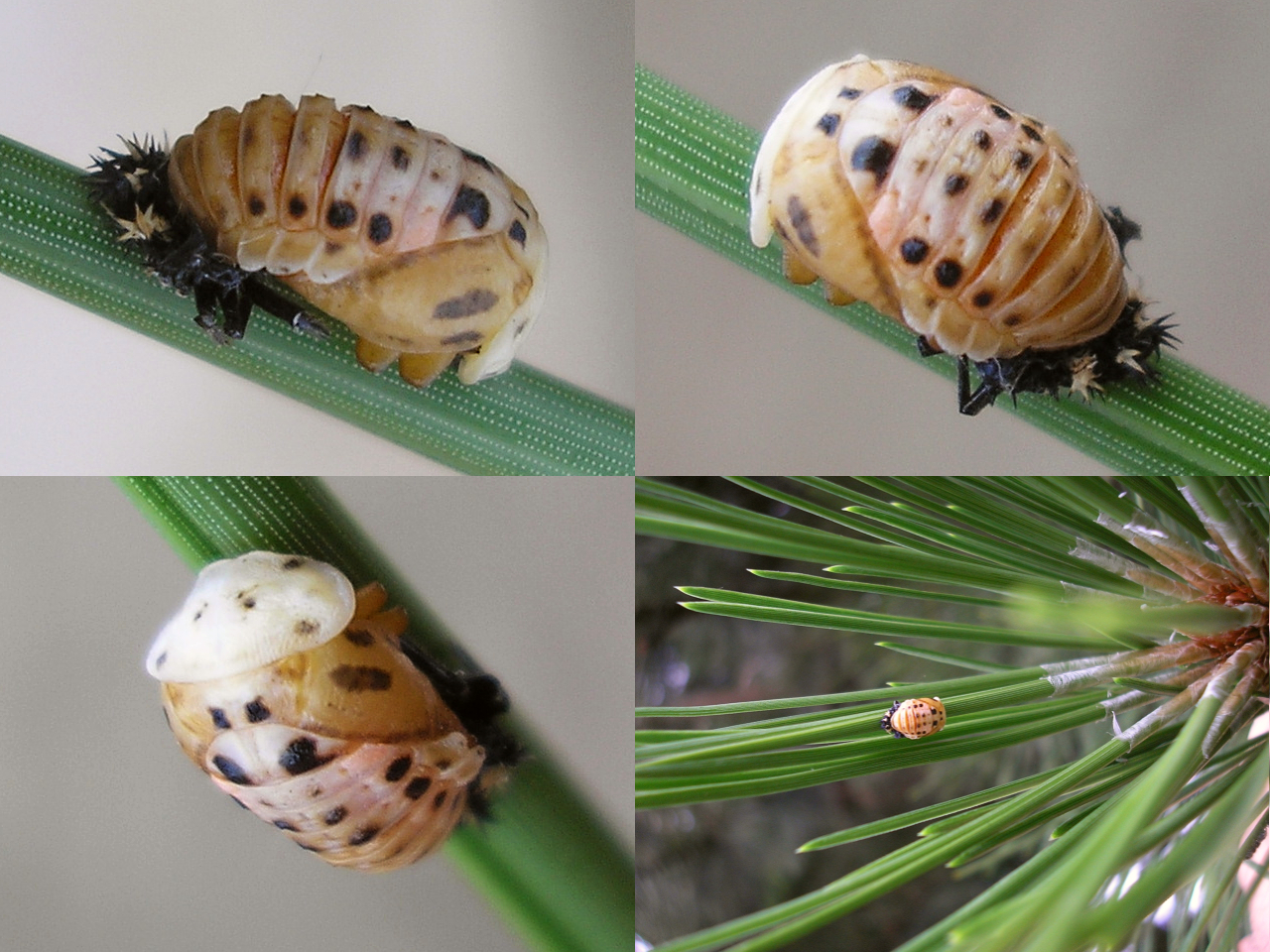
عذراء